# 勝川春英翁略伝の碑
勝川春英翁略伝の碑（かつかわしゅんえいおうりゃくでんのひ）とは、 浮世絵師の勝川春英を顕彰するために建てられた石碑のこと。東京都墨田区向島の長命寺に在る。

## 解説
文政8年（1825年）に勝川春英の七回忌が行われたが、このとき春英の門人たちによって江戸向島の長命寺に建てられた石碑で、今も長命寺の境内に伝存する。撰文は石川雅望によるが、春英の生年を「明和五年」（1768年）と誤っている（実際は宝暦12年〈1762年〉）。碑の裏面には勝川春徳をはじめとした春英の門人12人の名が刻まれている。

## 碑文
- 以下碑文の内容は『墨田区文化財調査報告書Ⅴ』に拠る。ただし碑表面は読みやすさを考え、原文にはない空白を適宜文章に設けた。
- 碑表面本文の 」 の記号は原文の改行を示す。
- 漢字の字体は現行のものに改めた。